# Xestoleberis aurantia
Xestoleberis aurantia är en kräftdjursart som först beskrevs av Baird 1838.  Xestoleberis aurantia ingår i släktet Xestoleberis och familjen Xestoleberididae. Arten är reproducerande i Sverige. Inga underarter finns listade i Catalogue of Life.